# Baryceros burgosi
Baryceros burgosi là một loài tò vò trong họ Ichneumonidae.